# Tekel
Tekel — бывшая турецкая табачная и алкогольная компания. Была национализирована в 1925 году как компания Régie.
Впоследствии Tekel превратилась в единственного производителя и дистрибьютора всех алкогольных и табачных изделий на территории Турции. В последние годы существования Tekel утратила свою монополию, но сохранила контроль над налогообложением и распределением всех алкогольных и табачных изделий в Турции.
В 2008 году компания была продана British American Tobacco, после чего товарный знак «Tekel» прекратил свое существование, хотя некоторые марки по-прежнему используются без упоминания «Tekel», (например, вино Buzbağ).

## История

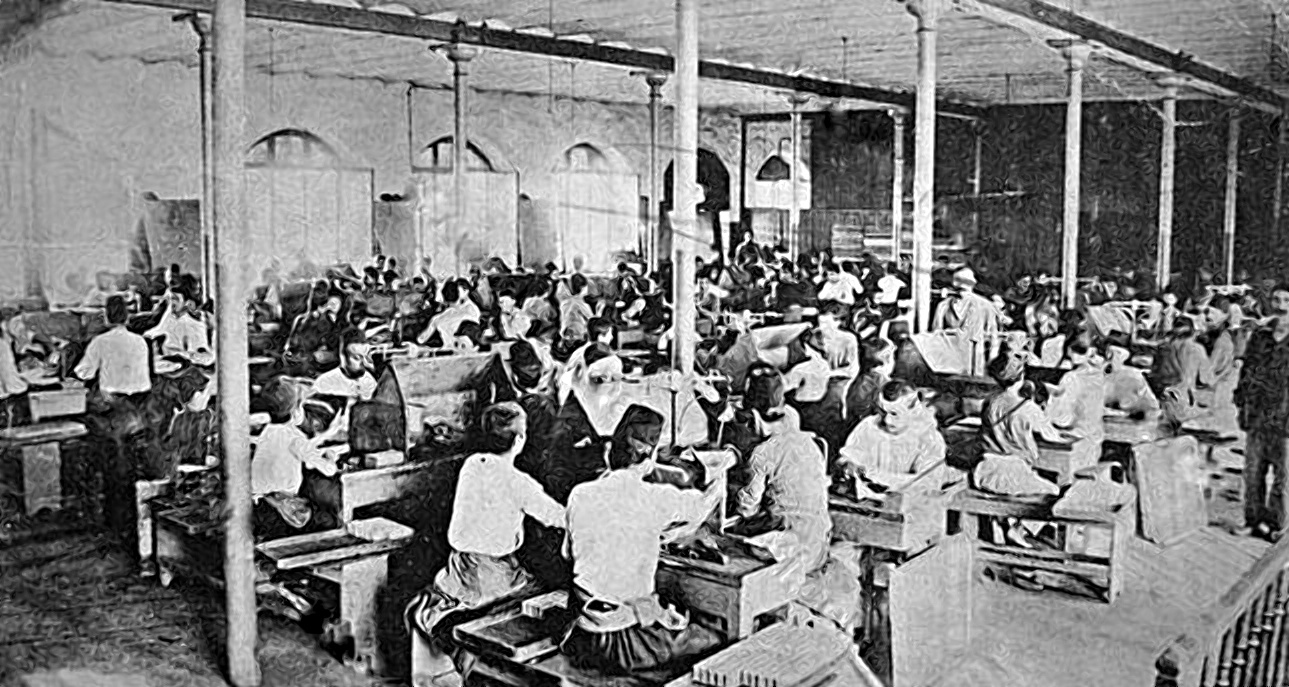
Рабочие табачной фабрики в начале 20 века

Турецкий табак являлся важной промышленной культурой, его выращивание и производство было монополизировано властями Османской империи. Торговлей табаком и сигаретами в Османской империи занимались две французские компании — Regie Compagnie interessee des tabacs de l'empire Ottoman и Narquileh tobacco. Эти компании были основаны при участии османского правительства в 1862 году и являлись монополиями. Через некоторое время обе компании стали составной частью одной большой монополии, REJI, которая контролировала торговлю, финансы и изготовление табака в империи.
Впервые в 1862 году, с помощью коммерческого соглашения между Османским правительством, Францией и Великобританией, импорт табака в Турцию был запрещен и установлена табачная монополия. В соответствии с Указом «Русуму Сутте», опубликованным в 1879 году, монопольный доход от продажи соли, табака и алкоголя передавался, в первую очередь, иностранным банкирам в рамках погашения государственного долга. Обязанности по исполнению монопольных задач в отношении табака, алкогольных напитков, соли, пороха и взрывчатых веществ была возложена на Государственное управление монополиями, которое было создано в 1932 году. Табак, алкогольные напитки и соль были приняты под государственную монополию в 1932 году, порох и взрывчатые вещества в 1934 году, пиво в 1939 году, чай и кофе в 1942 году, а спички в 1946 году. Кофе был освобожден от государственной монополии в 1946 году, спички в 1952 году, порох, взрывчатые вещества и пиво в 1955 году, а табак лишь в 1986 году.

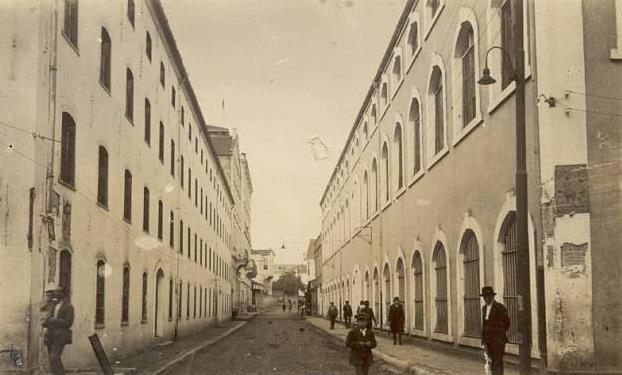
Фасад здания табачной фабрики в 1930-е

В начале 2000-х турецкий премьер Бюлент Эджевит пролоббировал изменение законодательства, которое позволило произвести процесс приватизации компании Tekel. В январе 2003 года турецкий вице-премьер Абдулатиф Сенер объявил о планах по приватизации Tekel в первой половине года в рамках реализации соглашения с МВФ о предоставлении новой кредитной линии турецкому правительству. Планы по приватизации столкнулись с трудностями в ноябре 2003 года, после того, как Japan Tobacco International предложила слишком низкую стоимость для акций Tekel. В конечном счете Tekel была приобретена британо-американским табачным гигантом British American Tobacco (BAT) 22 февраля 2008 года за 1,72 млрд долларов США. Эта покупка сделала British American Tobacco второй крупнейшей в Турции табачной компанией с долей рынка в 36%.
В декабре 2009 года турецкое правительство анонсировало закрытие 12 фабрик Tekel с 10 тысячами работников в рамках приватизации. Работников фабрик перевели на специальный 11-месячный режим с сокращением размера заработной платы до 40%. Подобные меры привели к акциям протестов рабочих в Анкаре. Всего в акциях протеста приняло участие 12 тысяч человек, полиция применяла против них слезоточивый газ и перцовый спрей. По оценкам СМИ, ситуация нанесла существенный удар по рейтингу правительства.
4 февраля 2010 года десятки тысяч турецких рабочих приняли участие в однодневной общей забастовке, организованной Türk-İş. Забастовка привела к перебоям в работе общественного  транспорта. Больше всего демонстрантов насчитали в Анкаре (20 000 человек) и Измире (15 000 человек).